# Churchill Babington
Churchill Babington (* 11. März 1821 in Roecliffe, Leicestershire; † 12. Januar 1889 in Suffolk) war ein britischer Geistlicher, Altphilologe, Archäologe, Botaniker, Ornithologe und Malakologe. Sein offizielles botanisches Autorenkürzel lautet „C.Bab.“. Er war ein Teil der englischen Adelsfamilie Babington.

## Leben
Babington wurde von seinem Vater Matthew Drake Babington und von dem Altertumswissenschaftler Charles Wycliffe Goodwin (1817–1878) unterrichtet. 1839 begann er sein Studium am St John’s College der Universität Cambridge. 1842 erhielt er seinen Bachelor-Abschluss. 1845 erhielt er für einen Aufsatz über den Einfluss des Christentums auf die Abschaffung der Sklaverei in Europa den Hulsean Prize und 1846 wurde er Fellow seines Colleges. Im selben Jahr wurde er als anglikanischer Geistlicher ordiniert und erhielt seinen M.A.-Abschluss. 1879 wurde er  in Cambridge in Theologie (Doctor of Divinity, D.D.) promoviert. Von 1848 bis 1861 war er Vikar in Horningsea bei Cambridge und von 1866 bis zu seinem Tod Vikar von Cockfield in Suffolk. An der Universität Cambridge war er 1865 bis 1879 Disney Professor of Archaeology, wobei er sich hauptsächlich mit griechischer und römischer Keramik und Numismatik befasste. Auf diesen Gebieten war er selbst Sammler. In Cockfield sorgte er für die Restaurierung seiner Kirche und er liegt dort begraben.
Von ihm stammt die Editio princeps der Reden von Hypereides gegen Demosthenes (1850), für Lykophron und Euxenippos (1853) und seiner Grabrede für die Gefallenen des Lamischen Krieges (1858). Sie waren kurz zuvor als Papyri in Theben (Ägypten) gefunden worden. 1855 gab er auch die Benefizio della Morte di Cristo heraus, die Aonio Paleario zugeschrieben wurde und zuerst 1543 in Venedig erschien (fast alle Ausgaben wurden aber von der Inquisition vernichtet), 1858 das Polychronicon von Ranulf Higden (* um 1280; † 12 1364)aus dem 14. Jahrhundert für die Pipe Roll Society und Repressing of over mich wyting [blaming] of the Clergie von  Reginald Pecock (* um 1395; † um 1461) von 1449, ebenfalls für die Roll Society. Er gab von Thomas Spratt auf Kreta gefundene Inschriften heraus und katalogisierte antike Manuskripte in der Cambridge University Library sowie griechische und englische Münzen im Fitzwilliam-Museum in Cambridge.
Er war auch Naturforscher und befasste sich besonders mit Botanik, Ornithologie und Malakologie (er galt als Autorität auf dem Gebiet der Conchyliologie). Der Ornithologie wandte er sich vor allem in seiner Zeit in Cockfield zu und der Malakologie in seinen letzten Lebensjahren, wobei es ihm gelang eine bedeutende malakologische Sammlung zusammenzustellen (sowohl heimischer als auch exotischer Schnecken und Muscheln). Babington war Fellow der Linnean Society of London.
Er heiratete 1869 eine Tochter von Oberst John Alexander Wilson, hatte aber keine Kinder.

## Schriften (Auswahl)
- Mr. Macaulay’s character of the clergy in the latter part of the seventeenth century. London 1849.
- Introductory Lecture on Archaeology. 1865.
- Roman Antiquities found at Rougham. 1872.
- Catalogue of Birds of Suffolk. 1884–1886.
- mit William Marsden Hind: Flora of Suffolk. 1889.